# Jaume Casademont i Perafita
Jaume Casademont i Perafita (Bescanó, Gironès, 27 d'agost de 1931 - Sant Gregori, 1 de desembre de 2005) fou un empresari i polític català.

## Trajectòria
Es llicencià en peritatge mercantil el 1956, i amb la seva esposa, Teresa Ruhí amb qui van tenir 6 filles: Iona, Esther, Teresa, Tina, Nuri i Adriana. Finalment, després de tenir 15 nets, fundà un petit negoci de producció i venda d'embotits, que el 1967 construí una factoria a Constantins, i es transformà en Indústries Càrnies Casademont, actualment una de les empreses del sector més importants de Catalunya. També fou president dels empresaris carnis de Girona i el 1978 fou un dels fundadors del Banc de la Petita i la Mitjana Empresa.
Fou un dels principals promotors de CDC a les comarques gironines, i fou escollit senador per la província de Girona a les eleccions generals espanyoles de 1979 i de 1986, i diputat al Congrés a les eleccions generals espanyoles de 1982. Entre 1979 i 1982 formà part del Grup Parlamentari de Senadors Bascs, del que en fou portaveu adjunt. De 1986 a 1989 fou Secretari Segon de la Comissió d'Economia i Hisenda del Senat d'Espanya.
Des del 1989 es dedicà novament a tasques empresarials i filantròpiques. En 1998 va rebre la Medalla Francesc Macià com a reconeixement a la seva dedicació, constància i el seu esperit d'iniciativa en el treball. La seva empresa va patrocinar el Casademont Girona el 1999-2004, i entre 1992 i 2002 fou el primer president del Consell Econòmic i Social de la Universitat de Girona.